# ジェームズ・ダーシー (第2代ナヴァンのダーシー男爵)
第2代ナヴァンのダーシー男爵ジェームズ・ダーシー（英語: James Darcy, 2nd Baron Darcy of Navan、出生名ジェームズ・ジェソップ（James Jessop）、1707年 – 1733年6月15日）は、アイルランド王国の貴族。

## 生涯
ウィリアム・ジェソップ（1734年没）とメアリー・ダーシー（Mary Darcy、初代ナヴァンのダーシー男爵ジェームズ・ダーシーの娘）の息子として生まれた。
1731年7月19日に母方の祖父が死去すると、特別残余権によりナヴァンのダーシー男爵を継承したが、生涯未婚のまま1733年6月15日に病死、爵位は断絶した。